# Onchidium griseofuscum
Onchidium griseofuscum is een slakkensoort uit de familie van de Onchidiidae. De wetenschappelijke naam van de soort is voor het eerst geldig gepubliceerd in 1874 door Tapparone-Canefri.